# 明日に生きる愛の歌/ワタシウタ
「明日に生きる愛の歌/ワタシウタ」（あしたにいきるあいのうた/ワタシウタ）は、2020年3月11日にVirgin Musicから発売された八代亜紀の108枚目のシングルである。

## 解説
デビュー50周年記念として発売された両A面シングル。「ワタシウタ」には代表曲のタイトルが歌詞中に散りばめられている。

## 収録曲
1. 明日に生きる愛の歌（3：34）[2]
  - 作詞：悠木圭子
  - 作曲：鈴木淳
  - 編曲：鎌田雅人
2. ワタシウタ（3：52）[2]
  - 作詞・作曲：片山圭司
  - 編曲：鎌田雅人
  - 読売テレビ・日本テレビ『情報ライブ ミヤネ屋』エンディングテーマ
3. 舟唄（ピアノ・バラードVer.）（5：20）[2]
  - 作詞：阿久悠
  - 作曲：浜圭介
  - 編曲：武部聡志
4. 明日に生きる愛の歌（オリジナル・カラオケ）（3：34）[2]
5. ワタシウタ（オリジナル・カラオケ）（3：50）[2]